# نزهة اليعقوبي
نزهة اليعقوبي (24 أبريل 1950) عالمة رياضيات وأكاديمية مغربية، و أستاذة بجامعة محمد الخامس بالرباط، شغلت عدة مناصب بارزة في الاتحاد الإفريقي للرياضيات.

## سيرتها
تابعت نزهة اليعقوبي دراستها في جامعة محمد الخامس بالرباط ،حيث ناقشت أطروحة الدكتوراه عام 1978 بعنوان حول الوحدات الطوبولوجية والبورنولوجية تحت إشراف محمد عقار.
تعمل أستاذة بكلية العلوم جامعة محمد الخامس. شغلت منصب رئيسة لجنة الاتحاد الإفريقي للرياضيات من أجل الأولمبياد الإفريقي للرياضيات من عام 1995 إلى عام 2009، كما تولت منصب الأمينة العامة للاتحاد الإفريقي للرياضيات من عام 2004 إلى عام 2009. في عام 2017، انتُخبت رئيسةً للاتحاد الإفريقي للرياضيات للفترة 2017-2021، لتصبح بذلك أول امرأة تشغل هذا المنصب.

## روابط خارجية
- تعزيز الرياضيات في العالم النامي
- نساء أفريقيات حاصلات على درجة الدكتوراه في الرياضيات 1